# Бистрик (притока Десни)
Бистрик, Бистрича — річка в Україні, у Коропському районі Чернігівської області. Права притока Десни (басейн Дніпра).

## Опис
Довжина річки приблизно 9,1 км.

## Розташування
Бере початок на південному заході від Великого Лісу. Тече переважно на південний захід через Будище, Городище і на південно-східній оклиці Оболонні впадає у річку Десну, ліву притоу Дніпра.